# Sybra sumbawana
Sybra sumbawana är en skalbaggsart som beskrevs av Stefan von Breuning 1959. Sybra sumbawana ingår i släktet Sybra och familjen långhorningar. Inga underarter finns listade i Catalogue of Life.